# 拉斯拉德
拉斯拉德（法語：Laslades，法語發音：[laslad]）是法国上比利牛斯省的一个市镇，属于塔布区。

## 地理
拉斯拉德（43°13'41"N, 0°10'5"E）面积5.26 平方千米，位于法国奧克西塔尼大區上比利牛斯省，该省份为法国西南部内陆省份，北至热尔省，西接大西洋比利牛斯省，南与西班牙接壤，东临上加龙省。
与拉斯拉德接壤的市镇（或旧市镇、城区）包括：苏约、巴尔巴藏代巴、库桑、戈内、朗萨克、萨鲁耶、桑佐。

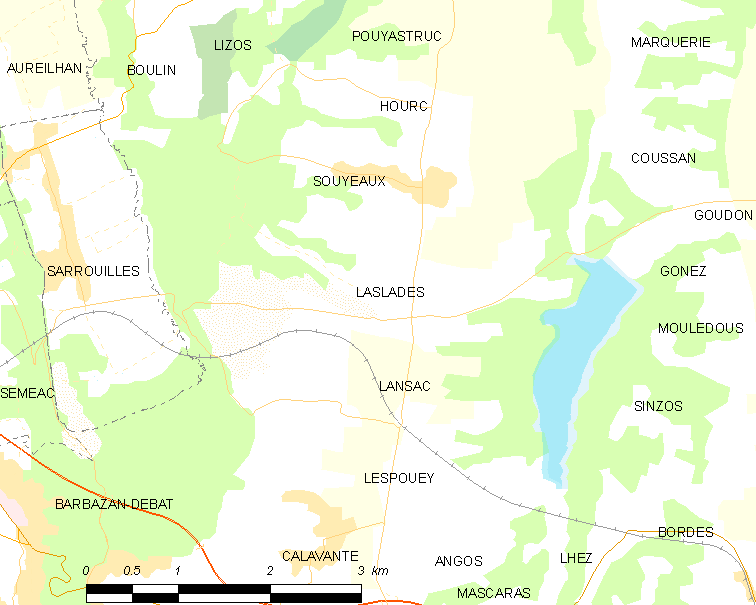
拉斯拉德的OSM定位图

拉斯拉德的时区为UTC+01:00、UTC+02:00（夏令时）。

## 行政
拉斯拉德的邮政编码为65350，INSEE市镇编码为65265。

## 政治
拉斯拉德所属的省级选区为山丘县。

## 人口

1962-2008年间拉斯拉德人口变化图示

拉斯拉德于2022年1月1日时的人口数量为343人。